# لوئیس کابرال
لوئیس کابرال (انگلیسی: Luís Cabral؛ ۱۱ آوریل ۱۹۳۱ – ۳۰ مهٔ ۲۰۰۹) یک سیاست‌مدار اهل گینه بیسائو بود.